# Doorvalbeveiliging
Doorvalbeveiliging is een bouwkundige maatregel die wordt aangebracht in raamkozijnen met als doel te helpen voorkomen dat mensen door een hooggelegen raam vallen en gewond raken of overlijden.

## Situatie in Nederland
In het Nederlandse Bouwbesluit is een doorvalbeveiliging in veel situaties verplicht gesteld. Dat is het geval bij draairamen en vaste ramen met een borstwering lager dan 85 cm boven de vloer bij nieuwbouw en 60 cm boven de vloer bij bestaande bouw, waarbij de verdiepingsvloer hoger moet zijn dan 100 cm ten opzichte van het maaiveld bij nieuwbouw en 150 cm bij bestaande bouw. Deze moeten beveiligd worden tegen het doorvallen van personen.
Een doorvalbeveiliging moet zijn goedgekeurd voor houten, stenen, aluminium en kunststof oppervlakten. Voor elke soort oppervlakte is specifiek bevestigingsmateriaal nodig.
De beveiliging moet de verplichte valtest doorstaan met een glasparelzak van 50 kg die tegen de beveiliging wordt geslingerd, de slingerproef volgens NEN 6702 (inmiddels opgevolgd door de NEN-EN 1990 / NEN-EN 1991-1-1). Dat betekent onder andere dat het een stootbelasting op kan vangen met een kinetische energie van 0,5 kNm. Een anti-inbraakstang of douchegordijnstang komt niet door deze test.
Ook het glas kan zo vervaardigd worden dat de doorvalveiligheid wordt vergroot.